# Adils
Adils Ottarsson (n. 572), también Eadgils, Aðils, Adillus, Aðísl de Uppsölum, Athisl, Athislus o Adhel fue un semilegendario rey de los suiones (suecos) de Svealand, de la dinastía de los Ynglings en la Era de Vendel (siglo VI). La fecha nunca ha sido tema de polémica y se da como válida por las fuentes escritas contemporáneas y las incursiones de Hygelac en Frisia hacia 516. Su figura protohistórica recibe el aval de las excavaciones arqueológicas en los montículos funerarios de los reyes Ohthere y el mismo Adils en Suecia.
El poema épico Beowulf y otras fuentes contemporáneas en nórdico antiguo, lo presentan como hijo del rey Ohthere y hermano del príncipe Eanmund. Es protagonista de la guerra contra su tío Onela, que usurpó el trono, pero que pudo ganar con ayuda de los gautas. En las sagas nórdicas Skáldskaparmál y saga Skjöldunga, también ayudó a derrotar a Onela en la batalla en el lago helado de Vänern, con ayuda de los daneses. No obstante, las fuentes escandinavas le posicionan en un papel de mutua simbiosis con el legendario héroe Hrólfr Kraki (Hroðulf), bajo un perfil negativo como rey rico y avaricioso. Su figura está presente también en Ynglingatal, Chronicon Lethrense, Annales Lundenses, Gesta Danorum (Athislus en el Libro 2) de Saxo Grammaticus, Hrólfs saga kraka (Aðils), Íslendingabók, Historia Norwegiæ, Saga Skjöldunga (Adillus), saga Ynglinga y Beowulf (Eadgils).

## Etimología
Las versiones nórdicas proceden del protonórdico *Aþagīslaz (*aþa es una contracción de *aþala que significa "noble, sobre todo" (en alemán 'adel') y *gīslaz que significa  "eje de flecha"
La versión anglosajona es etimológicamente idéntica. Mientras la forma *Ædgils sería la correcta en anglosajón, Eadgils procede del protonórdico *Auða-gīslaz; *auða- significa "riqueza, abundancia" y solo fue usada por los anglosajones. El nombre Aðils era más bien raro en Escandinavia, entre las más de seis mil piedras rúnicas conocidas, solo aparece en tres de ellas: U 35, piedra rúnica de Man, Br Olsen 215 y la piedra rúnica DR 221.

## Arqueología

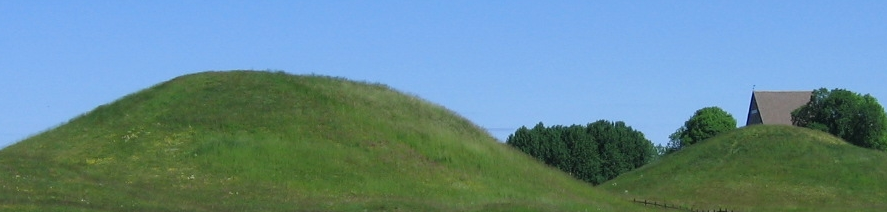
El montículo de la izquierda es presuntamente el sepulcro donde Snorri Sturluson menciona que el rey Adils fue enterrado. Los restos encontrados en su interior son coherentes con la identificación.

Según el escaldo islandés Snorri Sturluson, Eadgils fue enterrado en uno de los montículos reales de Gamla Uppsala, y presuntamente le corresponde el montículo de Adils (también conocido como montículo occidental o montículo de Thor) uno de los más grandes. Las excavaciones aportaron información sobre un varón que fue enterrado hacia el año 575, envuelto con una piel de oso, acompañado de dos perros y un sepulcro rico en ofrendas, entre ellas armas espléndidas y otros objetos, algunos de confección doméstica y otros importados, lo que demuestra que era una tumba de un hombre poderoso. Entre los restos, resalta una espada franca adornada con oro y encajes y un juego de mesa con piezas romanas de marfil. El difunto estaba vestido con prendas fabricadas con tela de los francos cosidas con hilos de oro, y portaba un cinturón con una lujosa hebilla. También había cuatro camafeos procedentes de Oriente Medio que posiblemente eran parte de un yelmo; los hallazgos demuestran los contactos distantes que tenía la casa de Yngling en el siglo VI.
Snorri cita que el rey Adils tenía los mejores caballos de su tiempo, y el historiador Jordanes también menciona que los suiones de aquel periodo eran famosos por sus caballos. Era el comienzo de la Era de Vendel, un periodo caracterizado por la aparición de estribos y poderosos jinetes-guerreros, como testimonian los ricos yacimientos arqueológicos en Vendel y Valsgärde.